# Ghost Rider (motorrijder)
De Ghost Rider is een nog niet geïdentificeerde motorrijder die halsbrekende toeren op zijn motor uithaalt en deze vastlegt met een videocamera. Met regelmaat beweegt deze persoon zich door druk verkeer met snelheden die kunnen oplopen tot boven 300 km/u. 
De gebruikte motorfietsen zijn een Suzuki GSX-R 1000 (met enkele kleine aanpassingen aan de remmen en uitlaatlijn) en een Suzuki GSX 1300 R. Deze laatste heeft een 1298 cc motor, met een unieke McXPRESS racing turbo kit, een andere versnellingsbak (met 15% meer snelheid in de zesde versnelling) en nog wat andere aanpassingen op motorisch en optisch gebied. Al deze aanpassingen resulteren in een totaal vermogen van 500+ pk op het achterwiel, een topsnelheid van meer dan 350 km/u, en een sprint van 0 naar 300 km/u in 9,1 seconden.
De beelden worden uitgebracht op dvd. Intussen is deel 6 verschenen. Op de eerste dvd is te zien hoe de Ghost Rider van Stockholm naar Uppsala rijdt ("Uppsala Run"). De afstand van 68 kilometer legt hij af in 14 minuten en 55 seconden, wat resulteert in een gemiddelde snelheid van 273,1 km/u. Voor de tweede dvd heeft hij deze rit nogmaals gedaan, maar nu tijdens het Zweedse spitsuur; waarbij hij 2 seconden langer over het traject deed. In deel 3 is te zien hoe deze persoon in 20 minuten en 32 seconden van Rotterdam via Utrecht naar Amsterdam rijdt.
Wie deze persoon is, is nog niet duidelijk, ook al doen meerdere geruchten de ronde. In het Zweedse blad Slitz werd in de uitgave van november 2005 beweerd dat het ging om een ongeveer 40 jaar oude buitenlandse stuntrijder, maar volgens het Australische Motorcycle News is het Patrick Furstenhoff, een Zweedse stuntrijder en lid van het Swedish Wheelie Team, die het wereldrecord wheelie gezet heeft op 344 km/h.

## Filmografie
- Ghost Rider: The Final Ride, 2002
- Ghost Rider: Goes Wild, 2003
- Ghost Rider: Goes Crazy in Europe, 2004
- Ghost Rider: Goes Undercover, 2005
- Ghost Rider: Back To Basics, 2008
- Ghost Rider: 6.66 What The F**k, 2011